# Syria na Letnich Igrzyskach Olimpijskich 1948
Syrię na Letnich Igrzyskach Olimpijskich 1948 reprezentował 1 zawodnik. Był to debiut reprezentacji Syrii na letnich igrzyskach olimpijskich.

## Skład reprezentacji

### Skoki do wody
Mężczyźni
| Zawodnik          | Konkurencja              | Eliminacje | Eliminacje | Finał  | Finał   | Razem  | Razem   |
| Zawodnik          | Konkurencja              | Punkty     | Miejsce    | Punkty | Miejsce | Punkty | Miejsce |
| ----------------- | ------------------------ | ---------- | ---------- | ------ | ------- | ------ | ------- |
| Zouheir Shourbagi | wieża 10 m indywidualnie | 43,26      | 7.         | 54,55  | 14.     | 97,81  | 10.     |